# MTV Japan
MTV Japan（日语：MTVジャパン）是音乐付费频道MTV的日本版。该频道是MTV電視網的附属频道，于1992年12月24日开播。日本国内观众可通过有线电视、Sky PerfecTV!、Sky PerfecTV! e2和IPTV等多种平台收看此频道。

## 历史

### MTV Japan开播前
MTV在日本最初分别是朝日电视台（1984年至1988年）和TBS电视台（1988年至1992年）的音乐节目模块。
1984年10月，朝日放送（朝日电视台）开始广播由美国MTV制作的PV节目“MTV:Music Television”，1988年4月该节目停播。1988年10月，TBS电视台开始广播，至1992年10月为止。

### MTV→Vibe
1992年10月，Music Channel株式会社（ミュージックチャンネル株式会社）从维亚康姆公司那里获得了以MTV的名义广播节目的许可。1992年12月，该频道正式在CS Analog和Skyport服务平台上广播。之后，Sky PerfecTV!和DirecTV分别在1996年和1997年开始提供该频道的广播。在当时，比较有名的VJ包括Marc Panther和Ken Lloyd。
1998年，由于高昂的许可费用，Music Channel株式会社取消了与维亚康姆的合约。1999年1月1日，该频道更名为“Vibe”（ヴァイブ），并将节目重心由西方音乐转变为国内音乐。然而，该频道失去了MTV商标之后，承受了来自于其他音乐频道如Space Shower TV和SME的Viewsic（现在的Music On! TV）的竞争压力。2000年，该频道为H&Q Asia Pacific所有。
当时的VJ有MTV时代的鲇贝健和George Williams，以及频道更名之后加入的Sascha（サッシャ）。

### MTV Japan
同年（2000年），由CSK株式会社和世嘉公司组建的MTV Broadcasting Japan株式会社获取了SKY PerfecTV!广播许可。然而，该公司不以MTV的名义广播该频道，而是以M-BROS的名义在DirecTV和SKY PerfecTV!平台下进行广播（2002年4月30日停止广播）。
后来，维亚康姆再一次与Music Channel株式会社进行协商。2001年1月1日，该频道正式更名为MTV Japan，并成为MTV电视网旗下的一个频道。与此同时，Music Channel株式会社更名为MTV Japan株式会社。MTV Japan的第一个音乐录像带是日本歌手bird的“Mind Travel”。
2006年3月，MTV Japan的观众数达6,000,000人，这不仅让MTV Japan在日本的排名仅次于Space Shower TV，还让MTV Japan在经济上获得了成功。
2006年8月，MTV Japan彻底成为了MTV电视网的附属频道。这也促进了之后Nickelodeon Japan和FLUX等维亚康姆在日本的附属部门的合并。
2007年12月1日，TwellV开始提供该频道的广播。
2009年10月1日，Sky PerfecTV!HD和Hikari TV开始广播MTV Japan的高清版。
2009年11月1日，MTV Group Japan株式会社、MTVI Group Japan株式会社和Viacom Acquisition合并。
2011年1月1日，该频道所属公司更名为MTV Network Japan株式会社。
2012年12月1日，Sky PerfecTV!开始提供MTV Japan的高清广播。同时，该频道正式更名为MTV HD。
2014年12月1日，公司的名称变更为“Viacom Networks Japan”，同时公司本部也从东京都涩谷区神宫前迁至東京都港区虎之門。

## 节目
MTV Japan播放各种各样的节目，与美国版播放實境節目或音乐相关的节目不同的是，MTV Japan倾向于播放音乐录像带。同时，它也播放MTV美国分台的一些节目，如比佛利拜金女（The Hills）、Laguna Beach等。

### 自制节目
- Brand New Mix
- Classic MTV
- Download Chart Top 20
- International Top 20
- Japan Chart Top 20
- Korea Hits（与MTV Korea联播）
- MTV A Class
- MTV×DAM WANNASING KARAOKEE CHART（与Daiichikosho Amusement Multimedia (DAM)合作）
- MTV×FM802 Osakan Hit Chart（与FM802合作）
- MTV×J-WAVE Tokio Hot 100（与J-Wave合作）
- MTV Check the Rhyme
- MTV Fresh
- MTV Mega Vector
- MTV News
- MTV Student Voice Awards
- MTV Top Hits
- MTV日本音樂錄影帶大獎（MTV Video Music Awards Japan）
- Music Video Selection
- Unplugged（日本版）
- U.S. Top 20
- Shibuhara Girls
- 監獄兔

### MTV电视网进口节目
- America's Best Dance Crew
- Behind the Music
- BET Awards
- Blue Mountain State
- Britney Spears Official Top 20（MTV UK）
- The City
- Disaster Date
- The Dudesons in America
- The Gratest...
- The Hard Times of RJ Berger
- Headbangers Ball
- 比佛利拜金女（The Hills）
- iCarly
- Jersey Shore
- Making the Video
- MTV Europe Music Awards
- MTV Movie Awards
- MTV Video Music Awards
- MTV World Stage Live in Malaysia
- My Life As Liz
- The Price of Beauty
- Real World/Road Rules Challenge: The Island
- SpongeBob SquarePants
- Taking the Stage
- Valemont
- VH1 Storytellers
- South Park

### 过去的自制节目
- U.K. Top 10
- World Chart Express with Honda

## VJ

### 现任VJ
- 鮎貝健
- Boo（ブー）
- Fang
- CHRIS（佐々木クリス）

### 前任VJ
- RURI
- MEGUMI
- RENA
- 福田明子
- ia
- 加藤哉子
- Marc Panther
- Ken Lloyd
- 铁平（后来成为ZIP-FM Nagoya的DJ）
- George Williams
- KENNY
- AKIRA
- 大屋夏南
- Keiko Yamada
- Chocolat
- KAORI
- Christelle Ciari
- KTa
- 兒玉真衣子
- 竹内亞矢子
- DEAN